# Каратомар (Аккайинський район)
Каратома́р (каз. Қаратомар) — село у складі Аккайинського району Північноказахстанської області Казахстану. Входить до складу Астраханського сільського округу.
Населення — 225 осіб (2021; 293 у 2009, 329 у 1999, 372 у 1989).
Національний склад станом на 1989 рік:
- росіяни — 48 %
- казахи — 30 %.

Колишня назва — Совєтський лісхоз.